# Keserű Ferenc (kerékpárversenyző)
Keserű Ferenc (Pécs, 1946. december 12. – 2019. február 12. vagy előtte) magyar kerékpárversenyző. 1967-ben az év országúti kerékpárversenyzője Magyarországon.

## Pályafutása
1960 és 1965 között a Pécsi Spartacus, 1966 és 1970 között a Vasas kerékpárversenyzője volt. 1967 és 1970 között a válogatott keret tagja volt. Részt az 1968-as mexikóvárosi olimpián, ahol mezőnyversenyben a 41. helyen végzett.

## Sikerei, díjai
- Az év országúti kerékpárversenyzője: 1967

Terepkerékpár
- Magyar bajnokság
  - bajnok: 1965 (csapat), 1967 (egyéni)

Pályakerékpár
- Magyar bajnokság
  - 4000 m, üldöző
    - bajnok: 1968 (csapat)

  - páros
    - bajnok: 1969 (Magyar Lászlóval)

Országúti kerékpár
- Magyar bajnokság
  - hosszútávú
    - bajnok 1967, 1969 (egyéni és csapat)

  - összetett
    - 2.: 1967